# Unione di comuni Valdarno Inferiore
L'Unione di comuni Valdarno Inferiore era una proposta di unione di comuni della Toscana, in provincia di Pisa, che sarebbe stata formata dai comuni di: Castelfranco di Sotto, Montopoli in Val d'Arno, San Miniato e Santa Croce sull'Arno. L'Unione non è mai stata concretizzata, ma i comuni hanno comunque associato tra loro alcune funzioni.